# Tren de Aragua
Tren de Aragua är en venezolansk kriminell organisation som bildades omkring 2014 i delstaten Aragua. Organisationen tros ha över 5 000 medlemmar och leds av Héctor Rusthenford Guerrero Flores, även känd som "Niño Guerrero". 

## Ursprung
Gruppen har sitt ursprung i fängelset Tocorón, som fungerade som dess de facto högkvarter. Under september 2023 genomförde venezuelanska säkerhetsstyrkor en operation med 11 000 soldater för att återta kontrollen över fängelset, vilket tidigare hade styrts av Tren de Aragua. 

## Expansion

Aragua-staten i Venezuela.

Tren de Aragua har expanderat sin verksamhet internationellt och är aktiv i ett flertal länder i Latinamerika, däribland i Colombia, Brasilien, Chile, men också i USA och möjligen även i Kanada.

## Kriminell verksamhet
Organisationen ägnar sig åt höggradig kriminell verksamhet inom flera områden, däribland 
narkotikahandel, människohandel, utpressning, kidnappningar och penningtvätt.
I juli 2024 införde USA sanktioner mot Tren de Aragua på grund av deras inblandning i kryptovalutabrott och människohandel. Organisationen har använt transnationella nätverk för att infiltrera lokala kriminella ekonomier och utnyttjat framväxande finansiella teknologier för att genomföra finansiella transaktioner och tvätta pengar.
Organisationens våldsamma metoder och snabba expansion har gjort den till ett betydande hot i regionen, och flera länder har vidtagit åtgärder för att bekämpa dess inflytande. 

## Donald Trumps agerande gentemot organisationen
I mars 2025 beordrade USA:s president Donald Trumps regering att mer än 200 venezuelanska medborgare skulle interneras och deporteras, eftersom de anklagades för att vara medlemmar i den venezuelanska kriminella gruppen Tren de Aragua, trots att de inte hade lagt fram några bevis för en sådan tillhörighet. För att genomföra dessa deportationer åberopade den amerikanska administrationen Alien and Sedition Act från 1798, en lag som ger presidenten befogenhet att internera och utvisa medborgare från länder som USA befinner sig i krig med. Lagen, som antogs under John Adams presidentskap i samband med spänningarna med Frankrike, hade tillämpats vid tre tidigare tillfällen, under 1812 års krig mot Storbritannien, under första världskriget, då mer än 6.000 tyska medborgare internerades i koncentrationsläger, och under andra världskriget, då mer än 30.000 personer av japansk, tysk och italiensk härkomst internerades på amerikansk mark.
Trump motiverade lagens tillämpning med att Tren de Aragua planerade en ”rovgirig invasion eller räd” i USA, men en federal domare, James Boasberg, slog fast att lagen inte kunde användas i detta sammanhang, eftersom den kräver att hotet kommer från en utländsk regering eller nation. Trots detta rättsliga utslag fortsatte Vita huset med deportationerna.
Juridiska experter och medborgarrättsorganisationer kritiserade åtgärden och noterade att tillämpningen av lagen om utländska fiender gör det möjligt för regeringen att genomföra utvisningar utan att tillhandahålla processuella garantier, såsom rätten till ett försvar eller att överklaga till immigrationsdomstolar. Dessutom kräver förordningen inga konkreta bevis för att en person ska betraktas som ett hot, vilket har lett till anklagelser om maktmissbruk. Venezuelas regering, genom inrikesminister Diosdado Cabello, hävdade att ingen av de utvisade personerna hade några kopplingar till Tren de Aragua och att endast 17 av de första 190 utvisade personerna hade ett brottsregister. Trumps exekutiva order är en del av hans löfte att genomföra den största vågen av utvisningar i landets historia, vilket har resulterat i en ökning av razzior och frihetsberövande av invandrare. Enligt uppgifter från U.S. Immigration and Customs Enforcement (ICE) har minst 32.000 personer gripits sedan januari 2025, varav cirka 9.000 var migranter med legal status, utan brottsregister eller som väntade på beslut om immigration - siffror som ICE beskrev som ”collateral damage”. ” Beslutet har starkt kritiserats av människorättsorganisationer, såsom Center for American Progress, som fördömer användningen av en lag som senast åberopades under andra världskriget för att motivera frihetsberövandet av tusentals människor utan rättegång, och beskriver det som ett ”farligt maktmissbruk”.